# Bolivaroscelis werneri
Bolivaroscelis werneri är en bönsyrseart som beskrevs av Roger Roy 1962. Bolivaroscelis werneri ingår i släktet Bolivaroscelis och familjen Amorphoscelidae. Inga underarter finns listade i Catalogue of Life.